# Æthelwulf (roi du Wessex)
Vous lisez un « bon article » labellisé en 2017.
Pour les articles homonymes, voir Æthelwulf.
Æthelwulf est roi du Wessex de 839 à sa mort, le 13 janvier 858.
Fils du roi Ecgberht, il devient le souverain du Kent et des autres royaumes du sud-est de l'Angleterre en 825, après la victoire de son père à la bataille d'Ellendun. Il succède à son père à la tête du Wessex à sa mort. Son règne connaît quelques attaques vikings et voit le maintien de bonnes relations avec le royaume anglo-saxon voisin de Mercie. Ses dernières années sont marquées par un pèlerinage à Rome en 855 et par la révolte de son fils aîné Æthelbald à son retour en Angleterre. Afin d'éviter une guerre civile, Æthelwulf partage son royaume avec lui.
Æthelwulf souffre jusqu'à la fin du XXe siècle d'une piètre réputation chez les historiens, qui le considèrent comme un roi médiocre, dominé par sa piété. Cette image est progressivement réévaluée, et les chercheurs soulignent désormais ses compétences de monarque. Sous son règne, la maison de Wessex gagne en puissance et en prestige, et c'est sur les fondations posées par Æthelwulf que son fils Alfred le Grand peut bâtir ses succès.

## Contexte

Le Sud de l'Angleterre sous le règne d'Ecgberht.

Au début du IXe siècle, l'Angleterre est presque entièrement occupée par une série de royaumes anglo-saxons dont les plus importants sont le Wessex et la Mercie. Cette dernière joue un rôle prédominant tout au long du VIIIe siècle sous les règnes d'Æthelbald (r. 716-757) et Offa (r. 757-796), mais le Wessex parvient à conserver son indépendance, contrairement à l'Est-Anglie ou au Kent. Son roi Beorhtric (r. 786-802) épouse une fille d'Offa en 789, et les deux rois s'associent pour chasser d'Angleterre le prince Ecgberht. Ce dernier, qui s'est réfugié à la cour de Charlemagne, profite de la mort de Beorhtric pour s'emparer du trône du Wessex en 802,,. Ses chances de fonder une dynastie semblent alors réduites : cela fait deux siècles qu'aucun fils n'a succédé à son père sur le trône du Wessex, et sa légitimité repose sur un lien de parenté éloigné avec un frère du roi Ine, mort en 726.
Les vingt premières années du règne d'Ecgberht ne sont quasiment pas documentées. La Chronique anglo-saxonne passe probablement sous silence l'élimination des proches de Beorhtric et des rivaux dynastiques d'Ecgberht. Au nord, le roi Cenwulf de Mercie (r. 796-821) connaît des difficultés avec ses vassaux kentiques, ainsi qu'avec l'archevêque de Canterbury Wulfred. Des relations avec le Kent sont rétablies sous le règne de ses successeurs Ceolwulf (821-823) et Beornwulf (823-826), qui place Baldred sur le trône de ce royaume,.
L'Angleterre connaît les premiers raids vikings dans les dernières années du VIIIe siècle, mais aucune attaque n'est mentionnée entre 794 et 835, date à laquelle l'île de Sheppey, dans le Kent, est ravagée par les Danois,. L'année suivante, Ecgberht subit une défaite contre les Vikings à Carhampton, dans le Somerset, mais il triomphe d'une coalition entre Cornouaillais et Vikings à Hingston Down en 838. Le royaume de Cornouailles est alors réduit au statut de client du Wessex,.

## Biographie

### Origines
Æthelwulf est le fils du roi du Wessex Ecgberht (r. 802-839). Le nom de sa mère est inconnu, et on ne lui connaît ni frères ni sœurs. Sa date de naissance ne figure pas non plus dans les sources. Les historiens considèrent généralement qu'il a la cinquantaine lorsqu'il se remarie, en 856, mais l'historien D. P. Kirby estime qu'il peut être né plus tard et n'avoir qu'une quinzaine d'années en 825.
825 marque la première apparition d'Æthelwulf dans les sources. Cette année-là, son père remporte la bataille d'Ellendun face au roi Beornwulf de Mercie. Ecgberht envoie alors une large armée dans le Kent pour en chasser Baldred, le fantoche installé au pouvoir par Beornwulf. Cette armée est menée par Æthelwulf, l'évêque de Sherborne Eahlstan et l'ealdorman du Hampshire Wulfheard. D'après la Chronique anglo-saxonne, l'expulsion de Baldred prend place en 825, mais les chartes suggèrent que Beornwulf reste considéré comme le suzerain du Kent jusqu'à sa mort, l'année suivante. Son successeur Ludeca ne semble pas avoir été reconnu dans le Kent. Néanmoins, dans une charte de 828, Ecgberht signale avoir placé son fils sur le trône de Kent d'une manière qui laisse entendre que cette nomination est relativement récente. Quelle que soit la date de cet événement, Æthelwulf devient le souverain du Kent sous l'autorité de son père, mais aussi du Surrey, du Sussex et de l'Essex, autant de régions qui gravitaient dans l'orbite mercienne avant Ellendun,,.
Plusieurs chartes témoignent du règne d'Æthelwulf dans le Kent. Sur certaines, comme celle qui officialise une donation à l'évêque de Rochester Beornmod, c'est Ecgberht qui agit, mais avec la permission de son fils. Contrairement à leurs prédécesseurs merciens, qui gouvernent la région à distance, Ecgberht et Æthelwulf s'appuient sur les ealdormen de la région et les soutiennent. Leur attitude vis-à-vis du clergé est moins facile à cerner. Ils semblent avoir cherché le soutien de l'archevêque de Canterbury Wulfred,, mais les liens de celui-ci avec la Mercie constituent probablement un problème pour eux. La frappe de monnaies par l'archevêché est interrompue pendant plusieurs années, et Æthelwulf fait saisir un domaine à East Malling en prétextant qu'il s'agissait d'une donation de Baldred. La seule donation dont bénéficie Wulfred après 825 provient du roi mercien Wiglaf.

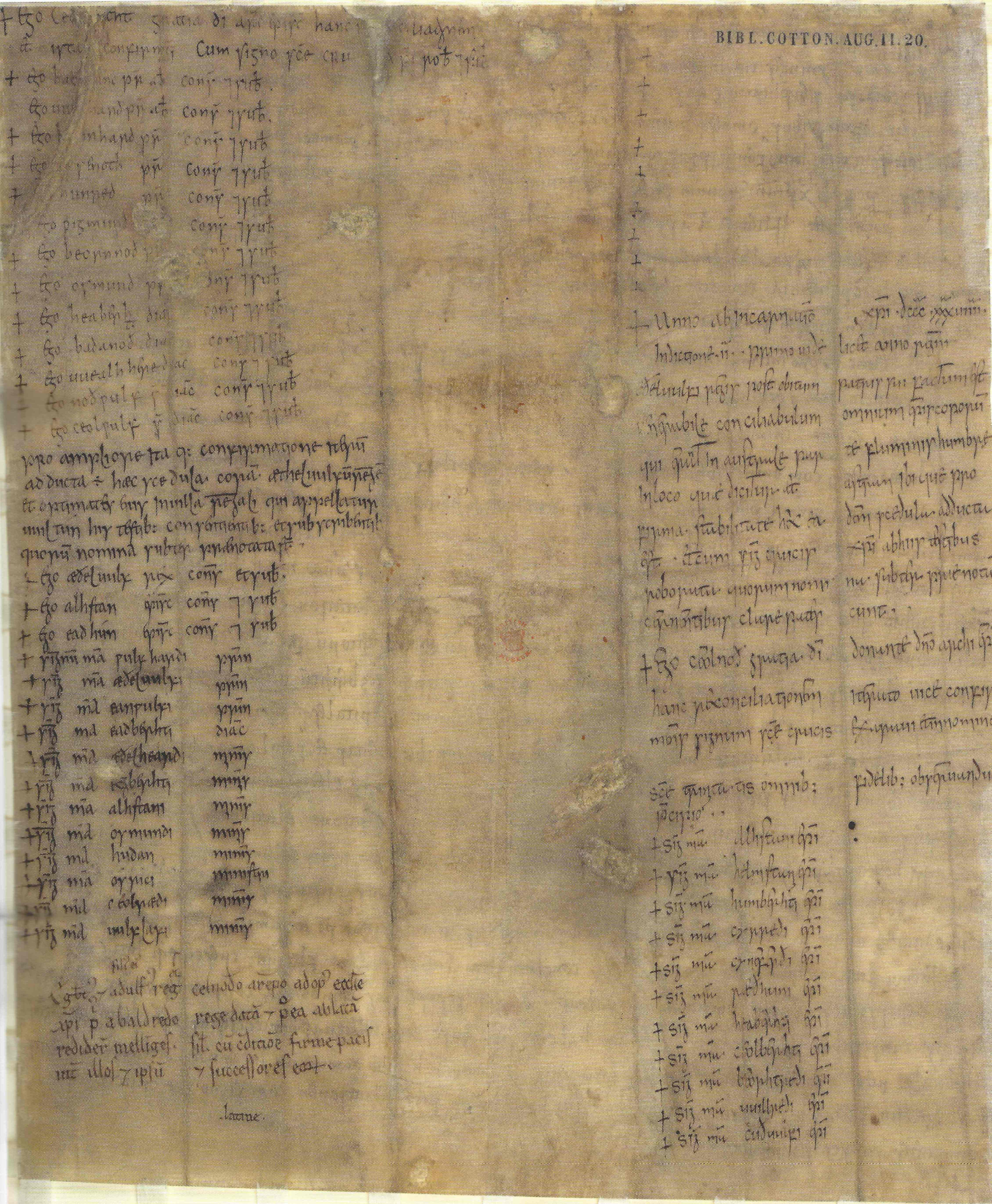
La charte S 1438 enregistre les décisions du concile de Kingston de 838.

En 838, Ecgberht organise un concile à Kingston upon Thames. En échange d'une promesse d'« amitié ferme et continue » pour lui-même, son fils et leurs héritiers, il rend le domaine d'East Malling à l'archevêque Ceolnoth, le successeur de Wulfred. Il est possible qu'Æthelwulf ait été sacré par Ceolnoth à cette occasion. Ecgberht s'assure ainsi un soutien important pour Æthelwulf, qui devient le premier fils à succéder à son père sur le trône du Wessex depuis 641,. Ce concile voit également les monastères du Kent choisir Æthelwulf comme seigneur, en échange de quoi ce dernier s'engage à ce qu'ils puissent élire librement leurs abbés après sa mort. Les efforts déployés par Wulfred pour lutter contre la mainmise séculière sur les abbayes sont ainsi réduits à néant par Ceolnoth, d'autant que l'engagement pris par Æthelwulf n'est guère susceptible d'être respecté par ses successeurs. Confrontées aux attaques des Vikings, les abbayes du Kent n'ont cependant guère le choix : elles ont besoin d'un protecteur, et les Saxons de l'Ouest semblent davantage susceptibles de remplir ce rôle que les Merciens,,,,.
Les conquêtes d'Ecgberht lui ont également apporté les moyens financiers d'assurer le trône du Wessex à ses descendants. Cette stabilité dynastique encourage le développement du commerce et de l'agriculture, ce qui contribue également à remplir les caisses royales. La soumission des monastères du Wessex au pouvoir royal en échange de sa protection, entérinée par un accord avec l'archevêque Ceolnoth en 838-839, constitue une autre source de revenus. À cette date, il n'est pas pour autant acquis que l'hégémonie du Wessex sera plus durable que celle de la Mercie.

### Roi du Wessex
Æthelwulf devient roi du Wessex à la mort de son père, en 839. Ayant bénéficié de l'expérience acquise en tant que sous-roi du Kent, il nomme à son tour son fils Æthelstan à ce poste, mais avec une liberté réduite : Æthelstan ne semble pas avoir eu le pouvoir d'émettre ses propres chartes, bien qu'il apparaisse comme témoin sur celles de son père. Æthelwulf exerce un contrôle accru sur le sud-est, où il se rend régulièrement. Néanmoins, le Wessex et le Kent restent des entités distinctes, et les conseils organisés dans l'un ou l'autre ne réunissent que la noblesse du royaume concerné. Comme son père, il gouverne le Kent par l'intermédiaire d'ealdormen (par exemple Ealhhere, mort en 853, son frère Æthelmod, ou bien Eadred), dont il s'attache les services en leur accordant des responsabilités et en leur offrant des terres. Il leur arrive même d'apparaître avant les fils du roi dans les listes de témoins de certaines chartes, signe de leur importance,,,. En revanche, il accorde moins son soutien à l'Église qu'Ecgberht. Les archevêques de Cantorbéry restent néanmoins de fidèles alliés pour lui. C'est sous son règne que la fonction de prêtre royal est attestée pour la première fois, et les moines de l'abbaye de Malmesbury le considèrent par la suite comme un important bénéficiaire de leur établissement.

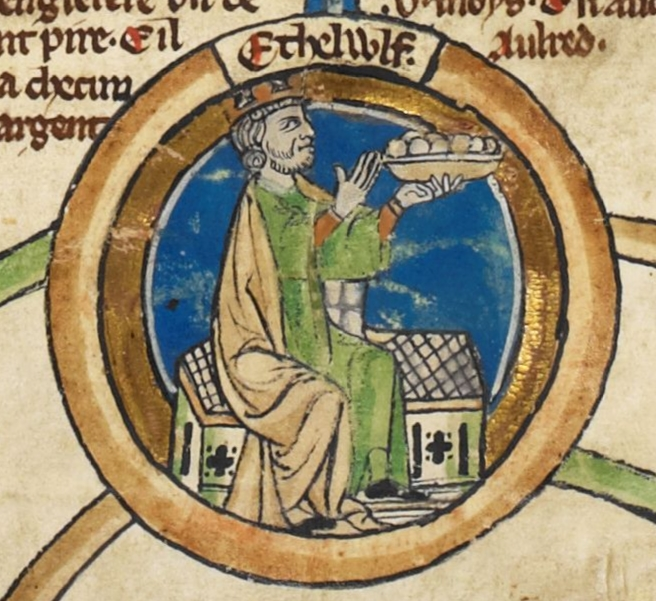
Æthelwulf dans un manuscrit généalogique du XIVe siècle (British Library, Royal MS 14 B).

Æthelwulf maintient de bonnes relations avec la Mercie. La ville de Londres, traditionnellement attachée à la Mercie, lui revient peu après l'avènement d'Æthelwulf, après être passée un certain temps sous le contrôle du Wessex. Le roi mercien Beorhtwulf, qui arrive au pouvoir en 839 ou 840, relance la production monétaire à Londres. Les deux royaumes émettent une série de monnaies communes vers le milieu des années 840, signe de leur entente, voire d'une possible aide apportée par Æthelwulf à la reprise des émissions merciennes. Le Berkshire, encore mercien en 844, passe dans l'orbite du Wessex avant 849, mais l'ealdorman local, également nommé Æthelwulf, reste en place. Après la mort de Beorhtwulf, en 852, la coopération entre les deux royaumes se poursuit sous le règne de son successeur Burgred, qui épouse la fille d'Æthelwulf, Æthelswith, en 853. La même année, Æthelwulf apporte son soutien à une offensive mercienne contre les Gallois.
Contrairement à la Mercie et au Kent, où les chartes royales sont produites dans divers monastères, chacun avec son propre style, le Wessex bénéficie d'une tradition diplomatique unifiée au service direct du roi. La majeure partie des chartes d'Æthelwulf proviennent de domaines royaux situés dans le cœur historique du Wessex, soit les comtés du Hampshire, du Somerset, du Wiltshire et du Dorset. Cette tradition diplomatique particulière, qui a peut-être émergé sous le règne d'Ecgberht, devient particulièrement visible dans les années 840 avec Félix, le secrétaire franc d'Æthelwulf,. La présence d'un Franc à la cour d'Æthelwulf témoigne des contacts soutenus qu'entretient le Wessex avec l'empire carolingien. Les Annales de Saint-Bertin s'intéressent tout particulièrement aux attaques vikings dont est victime la Grande-Bretagne, et l'abbé Loup de Ferrières écrit à Æthelwulf pour le féliciter de sa victoire sur les Vikings en 852, tout en lui demandant du plomb pour la réfection du toit de son église ; il demande à son ami Félix d'organiser le transport de ce matériau,. Ces contacts pourraient expliquer pourquoi, contrairement à Cantorbéry et aux abbayes du sud-est, le Wessex ne voit pas la qualité du latin de ses chartes chuter au milieu du IXe siècle.

### Face aux Vikings
Les années 840 sont marquées par l'intensification des raids vikings de part et d'autre de la Manche. Æthelwulf subit une défaite en 843 face à une armée descendue de trente-cinq navires danois à Carhampton, dans le Somerset. Sept ans plus tard, en 850, les Anglais menés par son fils Æthelstan et l'ealdorman du Kent Ealhhere remportent une victoire sur mer au large de Sandwich : ils s'emparent de neuf navires ennemis et font fuir les autres. Ealhhere est récompensé par le roi, qui lui concède un vaste domaine dans le Kent. Cette victoire marque la dernière mention d'Æthelstan, qui est vraisemblablement mort peu après,. Malgré cette victoire, une armée danoise est capable d'hiverner à Thanet cette année-là. C'est là qu'Ealhhere trouve la mort en 853, en affrontant les Vikings. Un autre ealdorman, Huda du Surrey, est tué lors de cet affrontement.
La Chronique anglo-saxonne mentionne cinq attaques vikings sur le sud de l'Angleterre en 851. Une flotte de trois cent cinquante navires s'empare des villes de Londres et de Canterbury, et le roi Beorhtwulf de Mercie est vaincu en tentant de les libérer. Les Vikings s'enfoncent ensuite dans le Surrey, où ils subissent une défaite face à Æthelwulf et son fils Æthelbald à Acleah, dont le site n'est pas identifié avec certitude. D'après la Chronique, cette bataille voit se dérouler « le plus grand massacre qu'ait connu une armée païenne à ce jour [la fin du IXe siècle] ». Néanmoins, en 855, une autre armée danoise hiverne sur l'île de Sheppey avant de dévaster l'est de l'Angleterre,. Dans l'ensemble, les Vikings sont contenus sous le règne d'Æthelwulf et ne constituent pas une menace importante pour le Wessex.

### Le pèlerinage à Rome
Æthelwulf décide de se rendre en pèlerinage à Rome au début des années 850. En 853, il envoie ses deux plus jeunes enfants, Æthelred et Alfred, à Rome. Les chroniqueurs ultérieurs se sont principalement intéressés à Alfred : la présence d'Æthelred n'est connue que par sa mention dans le liber vitae du monastère Saint-Sauveur de Brescia, mais il est possible qu'il ait, comme son frère cadet, été honoré de la « ceinture consulaire ». Pour Æthelwulf, c'est peut-être le moyen de préparer son propre pèlerinage et de se faire bien voir de la papauté. La confirmation d'Alfred, son dernier fils, par le pape Léon IV crée une sorte de lien entre le père biologique de l'enfant et son nouveau père spirituel. Alfred est peut-être alors destiné à une carrière ecclésiastique, mais il se peut au contraire que ce voyage ait eu pour but d'éviter à Æthelred et Alfred d'être tonsurés et exclus de la succession par leurs frères aînés,.
Æthelwulf prend la route au printemps 855 en compagnie d'Alfred et d'une suite importante. Il confie le Wessex à Æthelbald, l'aîné de ses fils survivants, et le Kent à son cadet Æthelberht. Ce faisant, il confirme ses projets pour sa succession. Le roi et sa suite font halte à la cour du roi Charles le Chauve pour y festoyer et échanger des cadeaux. Æthelwulf reste un an à Rome et procède à de nombreux dons : en particulier, Saint-Pierre reçoit une couronne d'or de près de 2 kg, deux coupes en or, une épée sertie d'or, quatre bols incrustés d'argent, deux tuniques en soie et deux voiles tissés de fils d'or. Les bénéficiaires des largesses d'Æthelwulf incluent également le clergé et les puissants de Rome, qui reçoivent de l'or, et le peuple romain, qui reçoit de l'argent. Ces dons, dignes de ceux des Carolingiens ou de l'empereur d'Orient, visent clairement à établir la richesse matérielle et spirituelle du roi du Wessex. Le chroniqueur Guillaume de Malmesbury précise qu'Æthelwulf finance également la restauration de la Schola Saxonum, l'hôtellerie qui accueille les pèlerins anglais à Rome, récemment victime d'un incendie.
Les raisons du pèlerinage d'Æthelwulf restent débattues par les historiens. Susan Kelly suggère une motivation religieuse personnelle, tandis que Martin Ryan y voit une tentative d'apaiser la colère divine, représentée par les attaques vikings. Pour Janet Nelson, le roi cherche à accroître son prestige pour asseoir son autorité sur ses fils adultes. D. P. Kirby estime également qu'il s'agit d'une démonstration de prestige.

### Le remariage et la révolte d'Æthelbald
En rentrant de Rome, Æthelwulf est de nouveau l'hôte du roi Charles le Chauve, et participe peut-être à une campagne contre des maraudeurs vikings à ses côtés. Le 1er octobre 856, Æthelwulf épouse Judith, la fille de Charles, qui est alors âgée de 12 ou 13 ans, à Verberie. C'est un mariage extraordinaire, car les princesses carolingiennes finissent le plus souvent dans des couvents, et lorsqu'elles se marient, ce n'est quasiment jamais avec un étranger. Judith est sacrée reine par l'archevêque de Reims Hincmar ; c'est la première onction d'une reine carolingienne attestée avec certitude. Cela contraste avec la tradition du Wessex rapportée par Asser selon laquelle l'épouse du roi n'a pas le titre de reine et ne peut trôner aux côtés de son mari,. Asser affirme pourtant que la noblesse du royaume ne trouve rien à redire au vœu d'Æthelwulf de voir Judith trôner à ses côtés jusqu'à sa mort,.
Pour certains historiens, le mariage d'Æthelwulf permet à Charles le Chauve d'étendre son réseau d'alliances. Le roi anglais bénéficie d'un certain prestige grâce à ses victoires sur les Vikings, tandis que Charles, lui aussi confronté à ces envahisseurs, doit également composer avec des soulèvements parmi ses nobles. David Kirby et Pauline Stafford considèrent ainsi cette union comme une véritable alliance contre les Vikings : Charles y gagne un allié puissant, tandis qu'Æthelwulf voit rejaillir sur lui une partie du prestige de la dynastie carolingienne,.
D'autres historiens sont d'avis que le mariage d'Æthelwulf est une réaction à la révolte de son fils Æthelbald, qui cherche à l'empêcher de remonter sur le trône. Æthelbald se sent peut-être menacé par le sacre de Judith, susceptible de conférer davantage de légitimité à un fils issu de cette union et de l'exclure de la succession. Il est également possible qu'il se révolte contre la décimation ordonnée par son père, qui a aliéné une partie significative de son héritage. Quoi qu'il en soit, Richard Abels considère que le soutien militaire et financier de Charles le Chauve pourrait avoir été nécessaire pour mettre un terme à cette rébellion. À l'inverse, Kirby et Smyth estiment que le Carolingien n'avait aucun intérêt à marier sa fille à un roi dont le pouvoir est ainsi menacé,.
La révolte d'Æthelbald est soutenue par deux des conseillers les plus proches du roi : l'évêque de Sherborne Ealhstan et l'ealdorman du Somerset Eanwulf. D'après Asser, c'est « à l'ouest de Selwood » que le complot se trame ; le favoritisme d'Æthelwulf vis-à-vis de la moitié orientale du Wessex a pu inciter des nobles de la moitié occidentale à soutenir la révolte d'Æthelbald. Le royaume en sort divisé entre père et fils. Pour Keynes et Abels, Æthelbald obtient le Wessex à proprement parler tandis qu'Æthelwulf ne conserve que les régions du sud-est,, mais Kirby considère que c'est le Wessex même qui est partagé en deux, Æthelwulf ne régnant plus qu'à l'est de Selwood, entre Æthelbald à l'ouest et Æthelberht dans le sud-est.

### Mort et succession

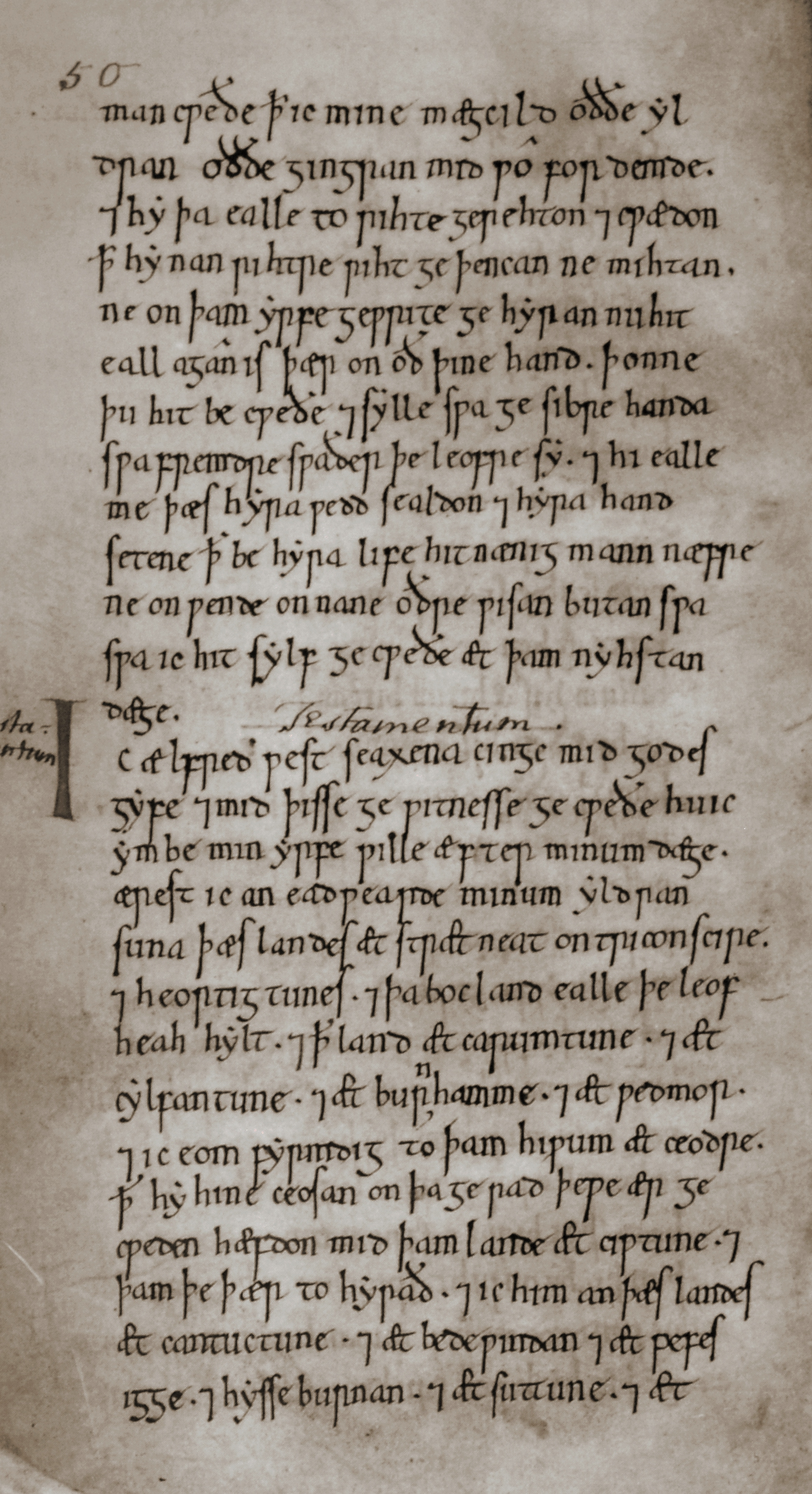
Une page du testament d'Alfred le Grand.

Æthelwulf meurt le 13 janvier 858. D'après les Annales de St Neots, il est inhumé à Steyning, dans le Sussex, mais son corps est déplacé par la suite, probablement par Alfred, à Winchester. Son testament n'a pas subsisté, mais celui d'Alfred permet d'en déduire quelques éléments. Le royaume est censé être partagé entre les deux fils aînés d'Æthelwulf, Æthelbald recevant le Wessex proprement dit et Æthelberht, le Kent et le sud-est. Les terres personnelles du roi doivent revenir à celui d'Æthelbald, Æthelred et Alfred qui survit le plus longtemps. Cette clause pourrait impliquer que le trône du Wessex devait également revenir in fine au survivant des trois frères,, mais les historiens ne s'accordent pas à ce sujet,. Les biens mobiliers d'Æthelwulf doivent quant à eux être partagés entre les enfants du roi, la noblesse et « les besoins de l'âme du roi ». À cette fin, il consacre un dixième de ses terres héréditaires à la subsistance des pauvres et ordonne l'envoi annuel de 300 mancus à Rome : cent pour l'allumage des lampes de Saint-Pierre à Pâques, cent pour les lampes de Saint-Paul et cent pour le pape.
En accord avec les dernières volontés d'Æthelwulf, Æthelbald lui succède sur le trône du Wessex, tandis qu'Æthelberht hérite du Kent et des autres régions du sud-est. Souhaitant lui aussi bénéficier du prestige d'un mariage carolingien, Æthelbald épouse sa belle-mère Judith, un geste qui remplit d'horreur Asser quelques décennies plus tard. Il meurt deux ans plus tard à peine, en 860, et Æthelberht lui succède sans désigner de successeur pour le Kent, enterrant pour de bon les projets de partage du royaume entre ses fils entretenus par Æthelwulf. Il est possible qu'Æthelberht ait conclu un marché avec ses frères Æthelred et Alfred, encore trop jeunes pour régner, en s'engageant à leur léguer l'intégralité du royaume à sa mort,, à moins qu'il n'ait simplement agi comme curateur de la part d'héritage de ses frères,.
Après la mort d'Æthelbald, Judith vend ses biens et retourne vivre auprès de son père. Deux ans plus tard, elle s'enfuit avec le comte Baudouin de Flandre. Leur fils, également prénommé Baudouin, épouse une petite-fille d'Æthelwulf, Ælfthryth, dans les années 890.

## Aspects du règne

### Monnaies

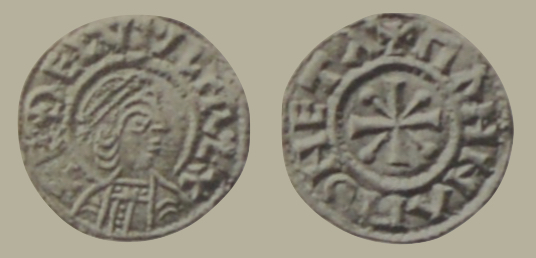
Une pièce d'Æthelwulf frappée par le monnayeur Manna à Canterbury, avec un portrait à l'avers et un motif à base de croix et de coins au revers.

Les monnaies d'Æthelwulf proviennent principalement de Cantorbéry et secondairement de Rochester. Ces deux ateliers étaient déjà en usage sous le règne de son père après la conquête du Kent. Il est possible de distinguer quatre phases pour chacun des deux ateliers à l'époque d'Æthelwulf, mais elles ne coïncident pas exactement et le moment exact du passage de l'une à l'autre est difficile à déterminer,.
À Cantorbéry, la première phase reprend un dessin du règne d'Ecgberht, le Saxoniorum. Il commence à être remplacé par des portraits vers 843. Ces portraits sont d'abord assez grossiers, puis leur dessin s'affine. Pendant ce temps, à Rochester, les monnaies connaissent l'évolution inverse : elles portent d'abord un portrait qui laisse place vers 843 à un motif à base de croix et de coins,. Les deux ateliers basculent vers un dessin unique vers 848. L'avers porte l'inscription « Dor¯b¯ », qui peut aussi bien désigner Cantorbéry (Dorobernia) que Rochester (Dorobrevia), tandis que le revers porte l'inscription « Cant » en référence au Kent. Il est possible que Cantorbéry ait continué à émettre des pièces avec portrait. Cette troisième phase semble connaître son terme au moment des raids vikings de 850-851, bien que la frappe se soit peut-être poursuivie à Rochester. La quatrième et dernière phase débute vers 852. Ces pièces portent une croix d'un côté et un portrait de l'autre. Les monnaies d'Æthelwulf connaissent une dévaluation à la fin de son règne, dévaluation qui s'aggrave après sa mort, et cette baisse de qualité pourrait avoir eu lieu de concert avec les changements de dessin dès 850.
Un trésor retrouvé au Middle Temple, à Londres, comprend 22 pièces de Rochester et deux de Cantorbéry provenant de la première phase du règne d'Æthelwulf. Il aurait été enterré vers 840. Pour certains numismates, l'importante proportion de pièces de Rochester prouve que la frappe de monnaies au nom d'Æthelwulf y a commencé avant la mort de son père, alors qu'il n'était que sous-roi du Kent, mais ce n'est pas la seule explication possible : il est possible que le propriétaire du trésor ait simplement eu accès à davantage de pièces de Rochester. Les fils d'Æthelwulf n'émettent pas de pièces à leur nom du vivant de leur père.
Ceolnoth, l'archevêque de Cantorbéry contemporain d'Æthelwulf, frappe ses propres monnaies dans sa ville. Du vivant du roi, on peut distinguer trois dessins successifs, tous des portraits, qui correspondent aux trois premières phases du monnayage d'Æthelwulf à Cantorbéry. À la dernière phase d'Æthelwulf correspond un dessin identique à base de croix. On ne connaît qu'une seule frappe de l'évêque de Rochester Beornmod. Contemporaine des pièces à Saxoniorum d'Æthelwulf, elle présente un dessin à base de croix et de coins.

### La décimation

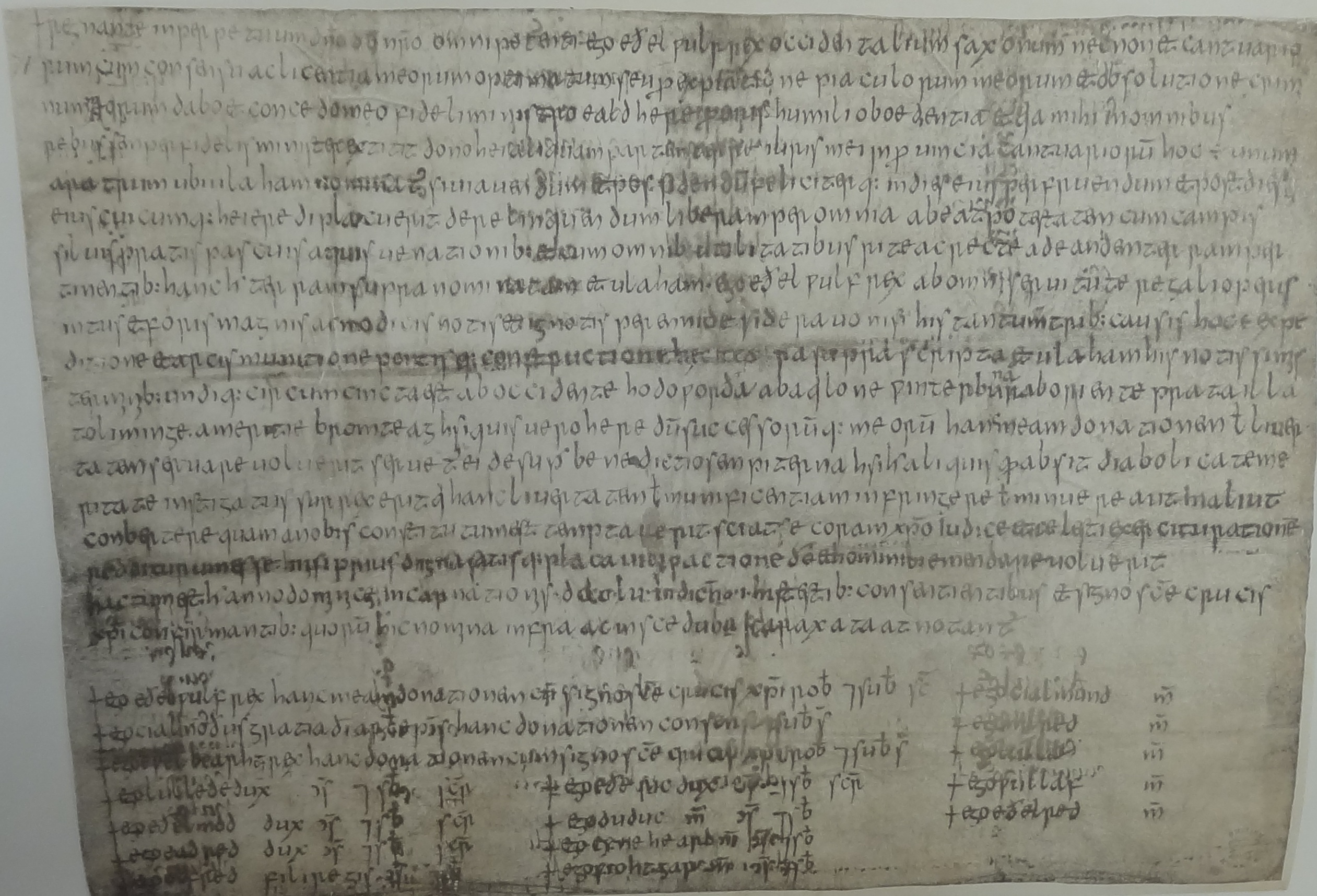
Une charte de 855 par laquelle Æthelwulf offre des terres à son serviteur Ealdhere à Ulaham, dans le Kent.

La Chronique anglo-saxonne et la biographie d'Alfred par Asser rapportent qu'en 855, alors qu'il se prépare à partir en pèlerinage à Rome, Æthelwulf procède à une décimation, c'est-à-dire à une donation à l'Église d'un dixième de son royaume ou des terres qu'il possède en propre – les sources sont ambigües sur ce point et les historiens en ont proposé plusieurs interprétations alternatives,.
Cette décimation est mise en œuvre à travers une série de quatorze chartes, décrites par l'historienne Susan Kelly comme « l'un des groupes de diplômes anglo-saxons les plus controversés ». Elles montrent que la décimation de 855 est en réalité la deuxième décidée par Æthelwulf, car il existe deux chartes émises à Winchester le 5 novembre 844 par lesquelles il semble offrir une réduction d'impôts de 10 % sur le bookland. Il est possible que la menace des Vikings, dont les chartes indiquent explicitement qu'elle est à l'origine de cette donation, ait rendu impossible son application concrète. La deuxième décimation d'Æthelwulf se traduit par une série de douze chartes : six émises à Wilton le 22 avril 854, cinq émises à Winchester et une émise dans le Kent en 855. L'authenticité de ces chartes a longtemps été remise en question, mais les historiens s'accordent aujourd'hui à les considérer toutes comme des copies d'originaux ayant véritablement existé, à l'exception des cinq chartes de Winchester de 854, qui sont plus probablement des faux, et de celles de 844, également contestées,.

### L'anneau d'Æthelwulf

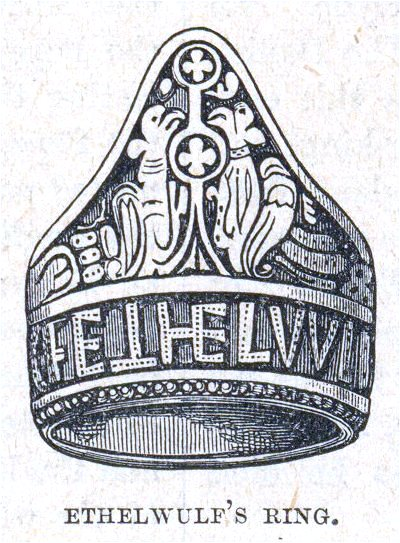
L'anneau d'Æthelwulf.

Aux alentours du mois d'août 1780, un certain William Petty découvre un anneau portant l'inscription « Æthelwulf Rex » dans une ornière à Laverstock, dans le Wiltshire. Il le revend à un orfèvre de Salisbury, qui le revend à son tour au comte de Radnor Jacob Pleydell-Bouverie. Son fils William en fait don au British Museum en 1829.
L'anneau d'Æthelwulf présente une décoration niellée représentant un couple de paons entourant la Fontaine de vie, deux symboles d'immortalité dans l'iconographie chrétienne. Cette décoration, comparable à celle des objets du trésor de Trewhiddle, est caractéristique du travail du métal du IXe siècle et se retrouve dans le reste de l'Angleterre,,. Cet anneau représente probablement le cadeau du roi Æthelwulf à l'un de ses sujets, en accord avec le rôle traditionnel de « donneur d'anneaux » endossé par les souverains anglo-saxons à l'époque païenne,.

## Mariages et descendance
La première femme connue d'Æthelwulf est Osburh, fille d'Oslac, un descendant des souverains jutes de l'île de Wight qui occupe le poste de pincerna (« bouteiller ») à la cour,. Osburh est vraisemblablement la mère de tous les enfants connus d'Æthelwulf, cinq fils et une fille :
- Æthelstan, mort entre 851 et 855 ;
- Æthelbald, mort en 860 ;
- Æthelberht, mort en 865 ;
- Æthelred, mort en 871 ;
- Alfred, né vers 849 et mort en 899 ;
- Æthelswith, morte en 888, qui épouse le roi de Mercie Burgred en 853.

Certaines versions de la Chronique anglo-saxonne décrivent Æthelstan comme le frère d'Æthelwulf, et non comme son fils, mais la plupart des historiens considèrent qu'elles sont fautives sur ce point. L'importante différence d'âge entre lui et ses frères pourrait indiquer qu'il est le fils d'une première union d'Æthelwulf autrement inconnue,,.
Æthelwulf se remarie en 856 avec Judith, fille du roi carolingien de Francie occidentale Charles le Chauve. Ce mariage fait probablement suite à la mort d'Osburh. Elle pourrait avoir été répudiée, mais cela est peu probable dans la mesure où l'archevêque de Reims Hincmar, qui officie au mariage de Judith, est un farouche défenseur du caractère indissoluble du mariage. Ce second mariage ne produit pas d'enfants. Après la mort d'Æthelwulf, Judith se remarie avec son beau-fils Æthelbald.

## Historiographie
Æthelwulf souffre longtemps d'une piètre réputation auprès des historiens modernes. En 1935, l’historien R. H. Hodgkin décrit son pèlerinage à Rome comme une désertion témoignant d'une piété excessive, et son mariage avec Judith comme un signe de sénilité précoce. Quelques années plus tard, Frank Stenton le dépeint comme « un homme pieux et dépourvu d'ambition, qui considérait la guerre et la politique comme des conséquences malvenues de son rang ». Pour Michael Enright, « il semble avoir été par-dessus tout un dévot peu réaliste ».
Plus récemment, cette vision traditionnelle d'Æthelwulf comme un roi aveuglé par sa piété et manquant de sens pratique a été remise en question. En 2003, Simon Keynes le classe parmi les individus de la période anglo-saxonne « qui n'ont pas toujours bénéficié de l'attention qu'ils auraient pu mériter », rappelant que « c'est lui qui, plus que tout autre, a assuré la fortune politique de son peuple au neuvième siècle ». Joanne Story souligne que « la réputation acquise et entretenue par Æthelwulf en Francie et à Rome est sans égale depuis l'apogée d'Offa et Cenwulf au tournant du neuvième siècle ». Janet Nelson le considère comme « l'un des Anglo-Saxons les plus sous-estimés » et déplore de n'avoir disposé que de 2 500 mots pour rédiger sa biographie dans le Dictionary of National Biography, là où Édouard II a droit à 15 000 mots et Élisabeth Ire à 35 000 mots.

« Le règne d'Æthelwulf est relativement sous-estimé par les historiens modernes. Il a pourtant posé les fondations du succès d'Alfred. Aux problèmes pérennes de la gestion du royaume, des conflits au sein de la famille royale et des relations avec les royaumes voisins, il a apporté de nouvelles réponses tout en reprenant les anciennes. Il a consolidé le Wessex central et étendu son influence sur les actuels Devon et Cornouailles. Il a gouverné le Kent en s'appuyant sur sa communauté politique. Il a emprunté des concepts monarchiques aux Merciens comme aux Francs, et lorsqu'il s'est rendu à Rome, ce n'était pas pour y mourir comme son prédécesseur Ine […] mais pour en revenir, comme Charlemagne, avec un prestige accru. Face aux attaques scandinaves, Æthelwulf s'est montré plus efficace que la plupart de ses contemporains. »

### Sources primaires
- (la) Asser (trad. du latin par Alban Gautier), Histoire du roi Alfred, Paris, Les Belles Lettres, 2013, 277 p. (ISBN 978-2-251-34063-0).
- (en) Susan Kelly, Charters of Malmesbury Abbey, Oxford University Press, 2005, 328 p. (ISBN 978-0-19-726317-4, lire en ligne).
- (en) Simon Keynes (éd.) et Michael Lapidge (éd.), Alfred the Great : Asser's Life of King Alfred & Other Contemporary Sources, Penguin Classics, 1983, 368 p. (ISBN 978-0-14-044409-4).

### Sources secondaires
- (en) Richard Abels, Alfred the Great : War, Kingship and Culture in Anglo-Saxon England, Longman, 1998 (ISBN 0-582-04047-7).
- (en) Richard Abels, « Royal Succession and the Growth of Political Stability in Ninth-Century Wessex », The Haskins Society Journal: Studies in Medieval History, Boydell & Brewer, vol. 12,‎ 2002, p. 83-97 (ISBN 1-84383-008-6).
- (en) John Blair, The Church in Anglo-Saxon Society, Oxford University Press, 2005, 604 p. (ISBN 0-19-921117-5).
- (en) Nicholas Brooks, The Early History of the Church of Canterbury : Christ Church from 597 to 1066, Leicester University Press, 1984 (ISBN 0-7185-0041-5).
- (en) John Campbell, Eric John et Patrick Wormald, The Anglo-Saxons, London/New York/Victoria etc, Penguin Books, 1991, 272 p. (ISBN 0-14-014395-5).
- (en) T. M. Charles-Edwards, Wales and the Britons 350–1064, Oxford, Oxford University Press, 2013, 795 p. (ISBN 978-0-19-821731-2, lire en ligne).
- (en) Michael J. Enright, « Charles the Bald and Æthelwulf of Wessex: Alliance of 856 and Strategies of Royal Succession », Journal of Medieval History, vol. 5, no 1,‎ 1979, p. 291-302 (DOI 10.1016/0304-4181(79)90003-4).
- (en) H. P. R. Finberg, The Early Charters of Wessex, Leicester University Press, 1964 (OCLC 3977243).
- (en) Philip Grierson et Mark Blackburn, Medieval European Coinage 1 : The Early Middle Ages (5th-10th centuries), Cambridge University Press, 2006 (1re éd. 1986), 704 p. (ISBN 0-521-03177-X, lire en ligne).
- (en) R. H. Hodgkin, A History of the Anglo-Saxons, Oxford University Press, 1935 (OCLC 1350966).
- (en) Simon Keynes, « The Control of Kent in the Ninth Century », Early Medieval Europe, vol. 2, no 2,‎ 1993, p. 111-131 (ISSN 1468-0254, DOI 10.1111/j.1468-0254.1993.tb00013.x).
- (en) Simon Keynes, « The West Saxon Charters of King Æthelwulf and his sons », English Historical Review, vol. 109,‎ novembre 1994, p. 1109-1149 (ISSN 0013-8266, DOI 10.1093/ehr/cix.434.1109).
- (en) Simon Keynes, « England, 700–900 », dans Rosamund McKitterick, The New Cambridge Medieval History: Volume II c.700–c.900,  Cambridge University Press, 1995 (ISBN 0-521-36292-X), p. 18-42.
- (en) Simon Keynes, « King Alfred and the Mercians », dans Mark Blackburn et David Dumville (éd.), Currency and Alliances: History and Coinage of Southern England in the Ninth Century, The Boydell Press, 1998 (ISBN 0-85115-598-7), p. 1-45.
- (en) Simon Keynes, « Introduction: Changing Perceptions of Anglo-Saxon History », dans Peter Hunter Blair, An Introduction to Anglo-Saxon England, Cambridge University Press, 2003, 3e éd. (1re éd. 1955) (ISBN 0-521-83085-0), xvii–xxxv.
- (en) Simon Keynes, « King Æthelred's Charter for Eynsham Abbey (1005) », dans Stephen Baxter, Catherine Karkov, Janet L. Nelson et David Pelteret (éd.), Early Medieval Studies in Memory of Patrick Wormald, Ashgate, 2009 (ISBN 978-0-7546-6331-7), p. 451-473.
- (en) D. P. Kirby, The Earliest English Kings, Routledge, 2000, 258 p. (ISBN 0-415-24211-8, lire en ligne).
- (en) Janet L. Nelson, « The Franks and the English in the Ninth Century Reconsidered », dans Paul E. Szarmach et Joel T. Rosenthal (éd.), The Preservation and Transmission of Anglo-Saxon Culture: Selected Papers from the 1991 Meeting of the International Society of Anglo-Saxonists, Medieval Institute Publications, Western Michigan University, 1997 (ISBN 1-879288-90-7), p. 141-158.
- (en) Janet L. Nelson, « The Queen in Ninth-Century Wessex », dans Simon Keynes et Alfred P. Smyth (éd.), Anglo-Saxons: Studies Presented to Cyril Roy Hart, Four Courts Press, 2006 (ISBN 1-85182-932-6), p. 69-77.
- (en) Janet L. Nelson, « Æthelwulf (d. 858) », dans Oxford Dictionary of National Biography, Oxford University Press, 2004 (lire en ligne ).
- (en) Janet L. Nelson, « Osburh (fl. 839) », dans Oxford Dictionary of National Biography, Oxford University Press, 2004 (lire en ligne ).
- (en) Janet L. Nelson, « England and the Continent in the Ninth Century: III, Rights and Rituals », Transactions of the Royal Historical Society, vol. 14,‎ 2004, p. 1-24.
- (en) Janet L. Nelson, « Britain, Ireland, and Europe, c. 750–c.900 », dans Pauline Stafford, A Companion to the Early Middle Ages: Britain and Ireland c.500–c.1100, Wiley-Blackwell, 2013 (ISBN 978-1-118-42513-8), p. 231-247.
- (en) David Pratt, The Political Thought of King Alfred the Great, Cambridge University Press, 2007, 436 p. (ISBN 978-0-521-12644-1).
- (en) Martin J. Ryan, « The Anglo-Saxons and the Vikings, c. 825–900 », dans Nicholas J. Higham et Martin J. Ryan, The Anglo-Saxon World, Yale University Press, 2013, 232–70 p. (ISBN 978-0-300-12534-4).
- (en) Alfred P. Smyth, King Alfred the Great, Oxford, Oxford University Press, 1995, 744 p. (ISBN 0-19-822989-5).
- (en) Pauline Stafford, « Charles the Bald, Judith and England », dans Margaret Gibson et Janet L. Nelson (éd.), Charles the Bald: Court and Kingdom, B A R, 1981 (ISBN 0-86054-115-0), p. 137-151.
- (en) Frank M. Stenton, Anglo-Saxon England, Oxford, Clarendon Press, 1971, 765 p. (ISBN 0-19-821716-1).
- (en) Joanna Story, Carolingian Connections : Anglo-Saxon England and Carolingian Francia, c. 750–870, Aldershot/Burlington, Ashgate, 2003, 311 p. (ISBN 0-7546-0124-2).
- (en) Leslie Webster, « The Age of Alfred: Metalwork, Wood and Bone », dans Leslie Webster et Janet Backhouse (éd.), The Making of England: Anglo-Saxon Art and Culture AD 600–900, The Trustees of the British Museum, 1991 (ISBN 0-7141-0555-4), p. 268-283.
- (en) Ann Williams, Alfred P. Smyth et D. P. Kirby, A Biographical Dictionary of Dark Age Britain : England, Scotland, and Wales, C. 500-c. 1050, Seaby, 1991, 253 p. (ISBN 978-1-85264-047-7, lire en ligne).
- (en) David M. Wilson, Anglo-Saxon Ornamental Metalwork 700–1100 in the British Museum, The Trustees of the British Museum, 1964 (OCLC 183495).
- (en) Barbara Yorke, Kings and Kingdoms in Early Anglo-Saxon England, Londres, Seaby, 1990, 218 p. (ISBN 1-85264-027-8).